# Lac des Trois Glaciers
Le lac des Trois Glaciers est un lac de la Grande Terre des îles Kerguelen dans les Terres australes et antarctiques françaises (TAAF). Il est situé sur le plateau Central à 326 mètres d'altitude.